# Los Cacaos
Los Cacaos é um município da República Dominicana pertencente à província de San Cristóbal.
Sua população estimada em 2012 era de 49 858 habitantes.